# Eklasapur, Mundargi
Eklasapur là một làng thuộc tehsil Mundargi, huyện Gadag, bang Karnataka, Ấn Độ.